# 整形
整形又稱整型或整容，是指透過整形外科手術改變身體外觀。

## 類型統計
在韓國和歐美，整容情況頗為普遍。根據國際美容整形外科學會（ISAPS）報告指，南韓19至49歲女性中，有20%人曾接受整容手術。整體而言，每77人中有1人曾整形，以雙眼皮及隆鼻手術屬最熱門。另一邊廂，高達五分之三好萊塢女演員曾經易容。
於美國整形外科學會統計，2015年男性進行整容外科手術的總數有120萬人，而受訪的31%男性表示極有可能考慮整容手術。而與吸脂、眼部提升一同列入五大最受歡迎手術的亦有乳房縮小。國外模特兒Stefan Toic亦曾公開表示嘗試改變飲食希望縮小乳房也沒有用，最終亦進行了此項手術。
韓國的大型連鎖醫美診所Dermaster Clinic的權漢鎮院長接受訪問時表示大型醫院、連鎖式經營的醫美診所提供的療程並不一定比小型的有保障，最看重的是治療師的經驗和技巧，而且不太建議在匆匆的旅行行程中接受美容療程。

## 風險
雖然整容愈來愈普遍，但危險性極高。香港和中國大陸早前便證實了聚丙烯醯胺凝膠（PAAG，有用於隆乳上）會致癌，有很多人都被逼把物料拿出來。1994年度阿根廷小姐Solange Magnano在2009年11月底因進行隆臀部手術導致肺栓塞，因而死亡。

整形的風險包括於感染、神經受損或神經麻木、蟹足腫(異常疤痕)、植入物產生過敏反應、植入物滲漏或破裂，血塊(血栓)，每個人的身體狀況不同，有些人對於植入物可能會產生過敏反應、排斥反應，蟹足腫的人如果身體產生疤痕則有機會產生疤痕異常腫大的問題

## 十大整容手術進行國家
2010年首十國整容手術進行总數佔全部之百分比。（注意此數據是計算手術進行佔全球比例，並不是計算該國國民整容人數，例如在美國接受手術的可能是外國人）：
1. 美國21.1%
2. 巴西9.8%
3. 中國7.1%
4. 日本6.5%
5. 墨西哥5.4%
6. 意大利4.8%
7. 南韓4.4%
8. 印度3.2%
9. 法國3.1%
10. 德國2.8%

## 微整形
除了上述以手術或矯治方式達到改善外觀的傳統整形外，現今也另有一種微整型。微整型意即不需要透過手術，即可達達到改善外觀或美容保養的效果，其優點為成本較低、且風險較小。
市面上常見的微整形概略可分為以下兩種：
- 注射法：注射具有美容或保養效果的藥劑，目的通常為減少皺紋、增加肌膚彈性等，常見的注射物包含肉毒桿菌、膠原蛋白、玻尿酸、微晶瓷等。
- 光療法：透過光熱效應，來達到除皺、淡斑的效果，常見的光療法包括脈衝光、染料雷射、二極體雷射、飛梭雷射等。